# Бейтс, Фредерик (губернатор)
Фредерик Бейтс (англ. Frederick Bates; (23 июня 1777 — 4 августа 1825) — американский юрист и политик, второй губернатор штата Миссури, который умер на своём посту на второй год губернаторского срока. Ему так же пришлось быть исполняющим обязанности губернатора Территории Луизиана (1807), а затем президент Джефферсон, который был его личный другом, назначил его судьёй территории Мичиган и  уполномоченным по земельным вопросам.

## Ранние годы
Бейтс родился в Белмонте, в вирджинском округе Гучленд, в семье квакера Томаса Флеменга Бейтса. Отец не мог дать ему хорошее образование, но он обучался дома и уже в 16 лет стал работать клерком в окружном суде. В 20 лет он переехал в Детройт, где некоторое время служил почтмейстером. В Детройте он изучил французский язык и нравы французских поселенцев, что потом помогло ему в работе в Миссури. В 1805 году президент Джефферсон назначил его судьёй территории Мичиган. В 1807 году он стал секретарём территории Мичиган при территориальном губернаторе Джеймсе Уилкинсоне. Ему приходилось исполнять обязанности губернатора во время частых отлучек Уилкинсона. Он стал автором первой книги, опубликованной в Сент-Луисе: Сборника законов территории Луизиана (1808).
В 1824 году прошли вторые губернаторские выборы в Миссури. Несмотря на политическую поляризацию общества, они прошли спокойно, без споров по каким-либо вопросам. Кандидатуру Бейтса поддержали крупные бизнесмены и земельные спекулянты. Его соперником был Уильям Эшли, вице-губернатор при предыдущем губернаторе Макнейре. За два года перед этим Эшли создал успешную компанию по торговле мехом, а так же занимался созданием ополчения штата Миссури.